# Гербы Ямало-Ненецкого автономного округа
Список гербов муниципальных образований Ямало-Ненецкого автономного округа Российской Федерации.
На 1 января 2020 года в Ямало-Ненецком автономном округе насчитывалось 55 муниципальных образований — 6 городских округов, 7 муниципальных районов, 6 городских и 36 сельских поселений.

## Гербы городских округов
| Герб | Наименование                                     | Дата утверждения               | Номер в ГГР |
| ---- | ------------------------------------------------ | ------------------------------ | ----------- |
|      | Герб муниципального образования город Салехард   | 18 февраля 1998 9 декабря 2004 | 229         |
|      | Герб муниципального образования город Губкинский | 24 октября 1998 29 мая 2006    | 480         |
|      | Герб муниципального образования город Лабытнанги | 30 декабря 1997                | 321         |

| Герб | Наименование                                        | Дата утверждения             | Номер в ГГР |
| ---- | --------------------------------------------------- | ---------------------------- | ----------- |
|      | Герб муниципального образования город Муравленко    | 1 марта 1999                 | 444         |
|      | Герб муниципального образования город Новый Уренгой | 17 июня 1995 28 августа 2008 | 174         |
|      | Герб муниципального образования город Ноябрьск      | 14 декабря 1995              | 558         |

## Гербы муниципальных округов
| Герб | Наименование                               | Дата утверждения                 | Номер в ГГР |
| ---- | ------------------------------------------ | -------------------------------- | ----------- |
|      | Герб муниципального округа Надымский район | 26 декабря 1998 24 сентября 2020 | 429         |
|      | Герб муниципального округа Пуровский район | 19 июня 1998 21 сентября 2020    | 787         |

| Герб | Наименование                               | Дата утверждения              | Номер в ГГР |
| ---- | ------------------------------------------ | ----------------------------- | ----------- |
|      | Герб муниципального округа Тазовский район | 16 июня 1998 22 сентября 2020 | 293         |

## Гербы муниципальных районов
| Герб | Наименование                                            | Дата утверждения | Номер в ГГР |
| ---- | ------------------------------------------------------- | ---------------- | ----------- |
|      | Герб муниципального образования Красноселькупский район | 1 декабря 1999   | 645         |
|      | Герб муниципального образования Приуральский район      | 23 апреля 1999   | 489         |

| Герб | Наименование                                       | Дата утверждения | Номер в ГГР |
| ---- | -------------------------------------------------- | ---------------- | ----------- |
|      | Герб муниципального образования Шурышкарский район | 29 июня 1999     | 566         |
|      | Герб муниципального образования Ямальский район    | 28 декабря 1998  | 922         |

## Гербы городских поселений
| Герб | Наименование                                                         | Дата утверждения | Номер в ГГР |
| ---- | -------------------------------------------------------------------- | ---------------- | ----------- |
|      | Герб муниципального образования город Надым Надымского района        | 26 декабря 1998  | 429         |
|      | Герб муниципального образования посёлок Заполярный Надымского района | 30 апреля 2015   | 10346       |
|      | Герб муниципального образования посёлок Пангоды Надымского района    | 27 октября 2009  | 4525        |
|      | Герб муниципального образования посёлок Харп Приуральского района    | 26 апреля 2011   | 7205        |

| Герб | Наименование                                                        | Дата утверждения | Номер в ГГР |
| ---- | ------------------------------------------------------------------- | ---------------- | ----------- |
|      | Герб муниципального образования город Тарко-Сале Пуровского района  | 5 июня 2007      | 3352        |
|      | Герб муниципального образования посёлок Тазовский Тазовского района | 25 февраля 2009  | 4851        |
|      | Герб муниципального образования город Уренгой Пуровского района     | 29 октября 2008  | 4570        |

## Гербы сельских поселений
| Герб | Наименование                                                            | Дата утверждения | Номер в ГГР |
| ---- | ----------------------------------------------------------------------- | ---------------- | ----------- |
| А—К  |                                                                         |                  |             |
|      | Герб муниципального образования Азовское Шурышкарского района           | 25 августа 2009  | 5710        |
|      | Герб муниципального образования Антипаюта Тазовского района             | 4 марта 2010     | 5971        |
|      | Герб муниципального образования Восяхово Шурышкарского района           | 30 июня 2009     | 5708        |
|      | Герб муниципального образования Газ-Сале Тазовского района              | 5 марта 2009     | 4759        |
|      | Герб муниципального образования Горковское Шурышкарского района         | 25 декабря 2009  | 5856        |
|      | Герб муниципального образования Гыда Тазовского района                  | 5 ноября 2009    | 5757        |
|      | Герб муниципального образования Красноселькуп Красноселькупского района | 27 октября 2006  | 3461        |
|      | Герб муниципального образования Кутопьюганское Надымского района        | 27 ноября 2014   | 9967        |
| Л—О  |                                                                         |                  |             |
|      | Герб муниципального образования Лонгъюган Надымского района             | 20 февраля 2013  | 8353        |
|      | Герб муниципального образования Лопхаринское Шурышкарского района       | 22 октября 2009  | 5755        |
|      | Герб муниципального образования Мужевское Шурышкарского района          | 4 июня 2008      | 5052        |
|      | Герб муниципального образования Мыс-Каменское Ямальского района         | нет данных       |             |
|      | Герб муниципального образования Находка Тазовского района               | 23 марта 2010    | 6034        |
|      | Герб муниципального образования Новый Порт Ямальского района            | 28 декабря 2010  | 6767        |
|      | Герб муниципального образования Ныда Надымского района                  | 26 октября 2010  | 6775        |
|      | Герб муниципального образования Овгортское Шурышкарского района         | 29 марта 2010    | 6030        |

| Герб | Наименование                                                          | Дата утверждения               | Номер в ГГР |
| ---- | --------------------------------------------------------------------- | ------------------------------ | ----------- |
| П—С  |                                                                       |                                |             |
|      | Герб муниципального образования Питляр Шурышкарского района           | 12 ноября 2009                 | 5759        |
|      | Герб муниципального образования Правохеттинский Надымского района     | 29 мая 2009                    | 5695        |
|      | Герб муниципального образования посёлок Приозёрный Надымского района  | 6 февраля 2009                 | 4761        |
|      | Герб муниципального образования Пуровское Пуровского района           | 4 сентября 2009                | 4627        |
|      | Герб муниципального образования Пурпе Пуровского района               | 3 июня 2011                    | 7208        |
|      | Герб муниципального образования Ратта Красноселькупского района       | 1 мая 2009                     | 4953        |
|      | Герб муниципального образования Самбург Пуровского района             | 1 мая 2009                     | 4573        |
| Т—Я  |                                                                       |                                |             |
|      | Герб муниципального образования Толькинское Красноселькупского района | 26 февраля 2007 27 апреля 2007 | 3350        |
|      | Герб муниципального образования Халясавэй Пуровского района           | 4 мая 2008                     | 4074        |
|      | Герб муниципального образования Ханымей Пуровского района             | 9 апреля 2012                  | 7722        |
|      | Герб муниципального образования Харампур Пуровского района            | 22 июня 2012                   | 7923        |
|      | Герб муниципального образования Шурышкарское Шурышкарского района     | 5 июня 2009                    | 5065        |
|      | Герб муниципального образования Ягельный Надымского района            | 16 марта 2011                  | 7794        |